# جنارو رووتولو
جنارو رووتولو (به ایتالیایی: Gennaro Ruotolo) بازیکن فوتبال و اهل ایتالیا است که از سال ۱۹۹۱ میلادی عضو تیم ملی فوتبال ایتالیا بوده و در ۱ بازی ملی حضور داشته‌است. او در بازی‌های ملی‌اش گلی به ثمر نرساند.
جنارو رووتولو آخرین بازی ملی خود را در سال ۱۹۹۱ میلادی انجام داد.